# Ziemia drży
Ziemia drży (wł. La terra trema: Episodio del mare) – włoski dramat filmowy z 1948 roku w reżyserii Luchino Viscontiego, zrealizowany na podstawie powieści Rodzina Malavogliów Giovanniego Vergi. Film, nakręcony z udziałem autentycznych rybaków w dialekcie sycylijskim, zaliczany jest do czołowych dzieł włoskiego neorealizmu.

## Fabuła
Mieszkańcy małej sycylijskiej wioski rybackiej mają swoje małe i wielkie problemy. W centrum historii znajduje się rodzina Valastro. Syn Antonio buntuje się przeciwko żądzy zysku wielkich hurtowników handlujących rybami. Jego bunt spowoduje rozpad rodziny.

## Obsada
- Antonio Arcidiacono – Antonio
- Giuseppe Arcidiacono – Cola
- Nicola Castorino – Nicola
- Rosa Catalano – Rosa
- Rosa Costanzo – Nedda
- Alfio Fichera – Michele
- Carmela Fichera – baronowa
- Agnese Giammona – Lucia
- Nelluccia Giammona – Mara

## Produkcja
Zdjęcia kręcono w sycylijskiej wiosce rybackiej Aci Trezza (prowincja Katania).